# Piede piatto
Piede piatto (in latino pes planus) è un dismorfismo in cui risultano alterati i rapporti anatomici del piede, caratterizzata dalla riduzione dell'arco plantare e dal conseguente aumento della superficie d'appoggio della pianta del piede.

## Fisiopatologia

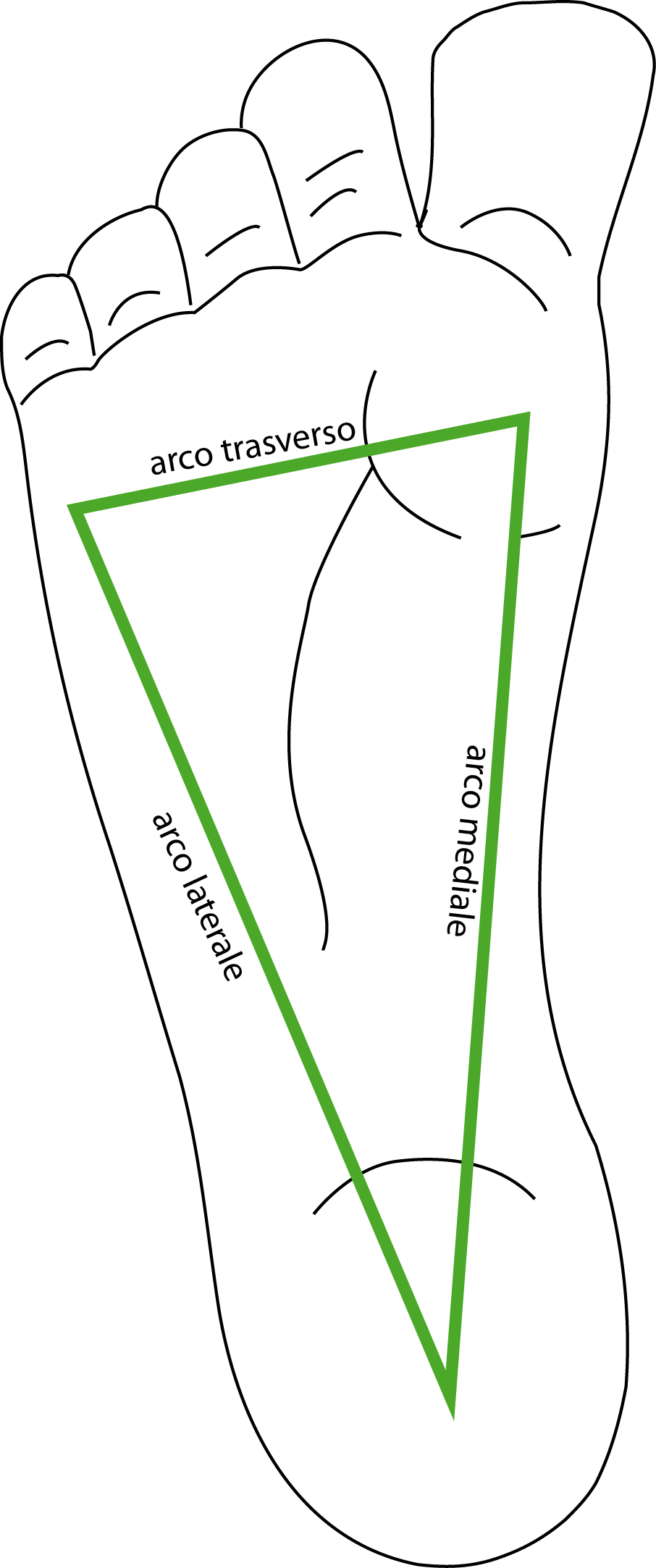
La pianta del piede come base d'appoggio con i tre archi

Il piede fornisce la base d'appoggio a tutto il corpo consentendo 
di scaricare il peso al suolo e svolge un ruolo fondamentale nel mantenimento dell'equilibrio.
In condizioni normali, la superficie d'appoggio del piede non è costituita dall'intera superficie plantare, ma si localizza elettivamente in corrispondenza di tre punti:
- testa del primo metatarso
- teste del quarto e quinto metatarso
- tuberosità calcaneare.

La congiunzione di questi tre punti costituisce le cosiddette volte o archi plantari: una trasversale (anteriore), due longitudinali (mediale e laterale). La volta plantare mediale è formata dal calcagno, dall'astragalo, dallo scafoide, dai tre cuneiformi e dai primi tre metatarsi. La curvatura della volta plantare mediale è sostenuta dalla fascia plantare e dai legamenti plantari, con il supporto dinamico dei tendini del tibiale posteriore e del peroneo lungo, che per la loro funzione vengono detti appunto muscoli cavizzanti del piede.
L'appiattimento di questa volta longitudinale mediale può essere dovuta al cedimento di una o più delle strutture citate e determina un'anomalia nella distribuzione del peso, con conseguente alterazione dei rapporti tra le varie componenti ossee e lo sviluppo di fenomeni degenerativi e dolorosi.

## Eziologia
Il collasso della volta plantare può essere dovuto a situazioni congenite (piede piatto del bambino) e acquisite (piede piatto dell'adulto). Queste ultime, talvolta insidiose e non sempre facilmente diagnosticabili, andrebbero individuate tempestivamente per evitare l'insorgenza nel tempo di artrosi dolorosa del piede mediante la correzione chirurgica.

## Diagnosi
Spesso asintomatico e pertanto sottovalutato, il piede piatto viene diagnosticato solo quando il difetto della postura o del movimento provoca dolore.
La forma d'impronta che il piede lascia sul terreno definisce il tipo di piattismo. Con un apposito podogramma, a seguito di un esame baropodometrico, si rileva e si analizza l'impronta definendo piede piatto un piede che ha una superficie d'appoggio dell'istmo maggiore di 1/3 della superficie d'appoggio del tallone anteriore.
Questa definizione però è solo statica e limitativa e non tiene conto del fatto che ci sono piedi più tonici che hanno lo stesso grado di valgismo calcaneare pur presentando un istmo pressoché normale; è il caso del piede cavo o piede cavo-valgo.
Un semplice metodo per effettuare un'autodiagnosi consiste nel bagnare i propri piedi immergendoli in una bacinella d'acqua per poi metterli su di una superficie liscia ed asciutta (del cemento, o anche della carta) in modo da lasciare l'impronta della propria pianta del piede. La prova risulta ancora più accurata se viene utilizzato borotalco o similare. La distinzione tra un piede piatto "morfologico" e un piede piatto "funzionale" non ha alcun significato clinico.

## Piede piatto del bambino
In linea di massima si distinguono due forme cliniche di piede piatto nel bambino: una, che viene definita piede lasso infantile, dipende dal fatto che lo sviluppo muscolare del piede non coincide con l'età del bambino. L'utilizzo di plantari o insistite sedute di fisioterapia non hanno effetto significativo su quello che è stato definito dal POSNA un paramorfismo, cioè una delle possibili presentazioni che si discostano dalla norma ma vanno considerate normali. Il trattamento è riservato solo a quelle condizioni che sviluppano una rigidità dolorosa del piede.  Il cosiddetto piede piatto genetico evolutivo, è una definizione utilizzata in Italia, ma che non trova riscontro nella letteratura internazionale.
Il piede piatto lasso o flessibile è nel 97% dei casi asintomatico e nel 50% dei casi sviluppa una volta plantare normale a fine accrescimento, così come specificato sul sito dell'American Academy of Orthopedics Surgeons. Inoltre la Pediatric Orthopedic Society of North America (POSNA), la più importante società di ortopedia pediatrica al mondo, ha definito da tempo come il 100% dei bambini trattati chirurgicamente con impianti di viti risultano avere una funzione ridotta e dolore. Per tale motivo è stato definito non più raccomandato l'utilizzo di questo tipo di soluzione di trattamento.
Il Prof. Harold Kitaoka della Mayo Clinic (USA, uno dei più importanti ospedali pediatrici al mondo) ha definito con precisione questa condizione, specificando come l'intervento non è mai preventivo, è limitato a una percentuale minima di casi e deve sempre prevedere prima tentativi non chirurgici. Inoltre è ormai largamente condivisa l'opinione sulla non utilità delle ortesi nel produrre una volta plantare, indicando il loro utilizzo solo nei casi di dolore della volta plantare che non migliorano con il trattamento fisioterapico. Infine è stato definito controverso e sconsigliato il trattamento con impianti di chirurgia mini-invasiva tramite spaziatori tarsali quali le viti così frequentemente utilizzate in Italia.
È normale che in una famiglia che abbia già uno più individui con piede piatto flessibile questo possa presentarsi nella prole. Ma proprio tale evidenza e la storia del genitore dovrebbe rassicurare sulla benignità della condizione. Inoltre un semplice esercizio che si può fare a casa da soli per verificare la condizione di piede piatto flessibile, che quindi non necessita di alcun trattamento per modificare l'anatomia e solo nel 3% dei casi necessita di trattamento per la sintomatologia, è quello di far mettere il bambino in punta di piedi e guardare da dietro le volte plantari. Se queste si palesano nell'atto di mettersi in punta di piedi si è di fronte ad un piatto flessibile che non necessita nella stragrande maggioranza dei casi di alcun trattamento.

## Piede piatto dell'adulto
La prevalenza del piede piatto nella popolazione adulta prevale intorno al 5%. Può rappresentare un reperto del tutto occasionale in pazienti asintomatici, o determinare, se non trattato opportunamente, una notevole limitazione funzionale.
Le cause di piede piatto nell'adulto sono divise in due grandi categorie:
- evoluzione di un piede piatto congenito non trattato (piede piatto flessibile dell'adulto);
- piede piatto secondario a disfunzione del muscolo tibiale posteriore o a fratture, lacerazioni tendinee, artrite reumatoide, neuropatia (ad esempio nel piede diabetico) o miopatia.

## Altri usi del termine
Il termine gergale "piedipiatti" è usato, talvolta con accezione irridente o dispregiativa, per riferirsi ai poliziotti.